# Kiara Fontanilla
Kiara Fontanilla, née le 1er juillet 2000 à Fullerton aux États-Unis, est une footballeuse internationale philippine qui joue au poste de gardienne de but aux Kaya FC.

## Biographie
Fontanilla naît à Fullerton, en Californie, d'une mère mexicaine, Fabiola (née Reyes), et d'un père philippin, Francisco Fontanilla, mais est élevée à Jurupa Valley et Eastvale,. Son père a des racines à Baguio, ayant déménagé aux États-Unis à l'âge de sept ans. Elle fréquente la Norco High School, où elle obtient son diplôme en 2018. Elle fréquente l'Université d'État de Northwestern Oklahoma pour sa première année avant de passer à l'Université d'État de Californie à Fullerton l'année suivante, puis à l'Université d'Oregon de l'Est en 2020 et enfin à l'Université Westcliff en 2022.
En première année, Fontanilla joue pour les Northwestern Oklahoma State Rangers. Elle intègre les Cal State Fullerton Titans pour la saison 2019. Elle fait partie de l'équipe des Titans qui remporte le championnat de conférence de la saison régulière du Big West et le championnat du tournoi. Lors de la saison 2020, elle rejoint les Eastern Oregon University Mountaineers. Après une année passée aux Mountaineers, elle s'engage avec les Westcliff Warriors.

### En sélection
Fontanilla est éligible à représenter les Philippines grâce à son père philippin. Elle a toutefois dû obtenir la nationalité philippine pour elle-même et pour son père, qui n'a pas séjourné aux Philippines au cours des 40 dernières années. Elle fait partie de l'équipe des Philippines qui participe à la Coupe d'Asie 2022 en Inde. Troisième gardienne pendant le tournoi, elle fait ses débuts en équipe nationale lors de la défaite 0-4 des Philippines contre l'Australie. La gardienne est incluse dans l'équipe qui dispute le match historique des quarts de finale contre Taipei chinois, qui se solde par une séance de tirs au but après un match nul 1-1. L‘équipe termine sa campagne par une défaite 0-2 contre la Corée du Sud en demi-finale. En conséquence, les Philippines sont qualifiées pour la première fois de leur histoire pour une Coupe du monde.

## Palmarès
Équipe des Philippines
- Championnat d'Asie du Sud-Est (1) :
  - Vainqueure : 2022.